# Нотт, Джонатан
Джонатан Нотт (англ. Jonathan Nott; род. 25 декабря 1962, Солихалл) — британский дирижёр.

## Биография
Джонатан Нотт родился в семье священника англиканского Вустерского собора. Он получил музыкальное образование в Кембриджском университете и в Королевском Северном колледже музыки в Манчестере. Кроме того, Нотт изучал дирижирование в Лондоне.

## Карьера
Дирижёрская карьера Джонатана Нотта в основном связана с немецкими оперными и симфоническими оркестрами. Его дебют состоялся в 1988 году во время фестиваля оперы в тосканском городке Батиньяно. В 1989 году он начал работать во Франкфуртском оперном театре. В 1991 году он стал первым капельмейстером Гессенского государственного театра в Висбадене, а в 1995—1996 года исполнял обязанности главного дирижёра Гессенского государственного оркестра. В 1995-2000 руководил французским Ensemble Intercontemporain, с 2000 года возглавляет Бамбергский симфонический оркестр

## Репертуар
Немецкая и австрийская классика и романтизм от Гайдна и Моцарта до Малера и Брукнера. Также активно исполняет сочинения Хенце, Рима, Видмана, Мантовани, Тёрниджа.

## Признание
Премия Мидем за лучшую симфоническую запись 2010 года (малеровская симфония №9).